# Tyler Ladendorf
Tyler James Ladendorf (né le 7 mars 1988 à Park Ridge, Illinois, États-Unis) est un ancien joueur de deuxième but et d'arrêt-court de la Ligue majeure de baseball.

## Carrière
Tyler Ladendorf est repêché à trois reprises avant de signer son premier contrat professionnel. Joueur à l'école secondaire Maine West en Illinois, où il pratique le baseball, le football américain et le hockey sur glace, il est réclamé au 34e tour de sélection par les Yankees de New York en 2006. Les Yankees sont prudents, attendent de voir comment il récupère d'une opération à l'épaule droite subie en janvier 2005 après une blessure survenue l'année précédente, puis lui offrent un contrat de 145 000 dollars que le jeune homme refuse pour plutôt joindre le Howard College, un collège communautaire de Big Spring, au Texas. Après avoir repoussé l'offre de 200 000 dollars des Giants de San Francisco, qui réclament Ladendorf au 34e tour du repêchage de juin 2007, il accepte la proposition des Twins du Minnesota, qui en font leur choix de deuxième ronde en 2008.
Le 31 juillet 2009, alors que Ladendorf n'en est qu'à sa seconde saison en ligues mineures, les Twins l'échangent aux Athletics d'Oakland en retour du vétéran joueur d'arrêt-court Orlando Cabrera.
Tyler Landendorf s'impose dans les mineures comme joueur d'utilité capable d'évoluer tant au champ intérieur qu'au champ extérieur mais joue principalement à l'arrêt-court et au deuxième but. Il fait ses débuts dans le baseball majeur avec Oakland le 8 avril 2015 et, à son premier passage au bâton, réussit comme premier coup sûr un triple aux dépens du lanceur Ross Detwiler des Rangers du Texas. Ladendorf récolte deux points produits dans ce match, et son coéquipier Mark Canha en obtient quatre : c'est la première fois que deux joueurs faisant dans le même match leurs débuts dans les majeures récoltent chacun au moins deux points produits depuis que la statistique fut inventée en 1920. Ladendorf est aussi le premier joueur depuis 1914 à jouer à la fois au deuxième but et au champ gauche lors de son premier match en carrière.